# Ganthier
Ganthier este o comună din arondismentul Croix-des-Bouquets, departamentul Ouest, Haiti, cu o suprafață de 496,11 km2 și o populație de 56.869 locuitori (2009).